# Boucle (éducation)
Pour les articles homonymes, voir boucle.
En éducation, une boucle (looping) est une approche pédagogique où un enseignant suit un groupe d'élèves sur plusieurs années scolaires, généralement de deux à cinq ans. Par la suite, l'enseignant recommence avec un autre groupe.
Cette approche est surtout pratiquée en Europe et en Asie.

## Origines
L'idée de base de la boucle découle du fait qu'il est généralement admis que les jeunes élèves vivent une période de développement complexe qui nécessite, entre autres, une certaine constance. Elle permet aux enseignants d'assurer une certaine cohérence et continuité dans l'enseignement ainsi qu'un environnement stable et sécurisant pour les élèves. La boucle est issue de la pédagogie Steiner-Waldorf, qui s'est répandue aux États-Unis en 1928 après une première introduction en Europe.